# Mora (schip)

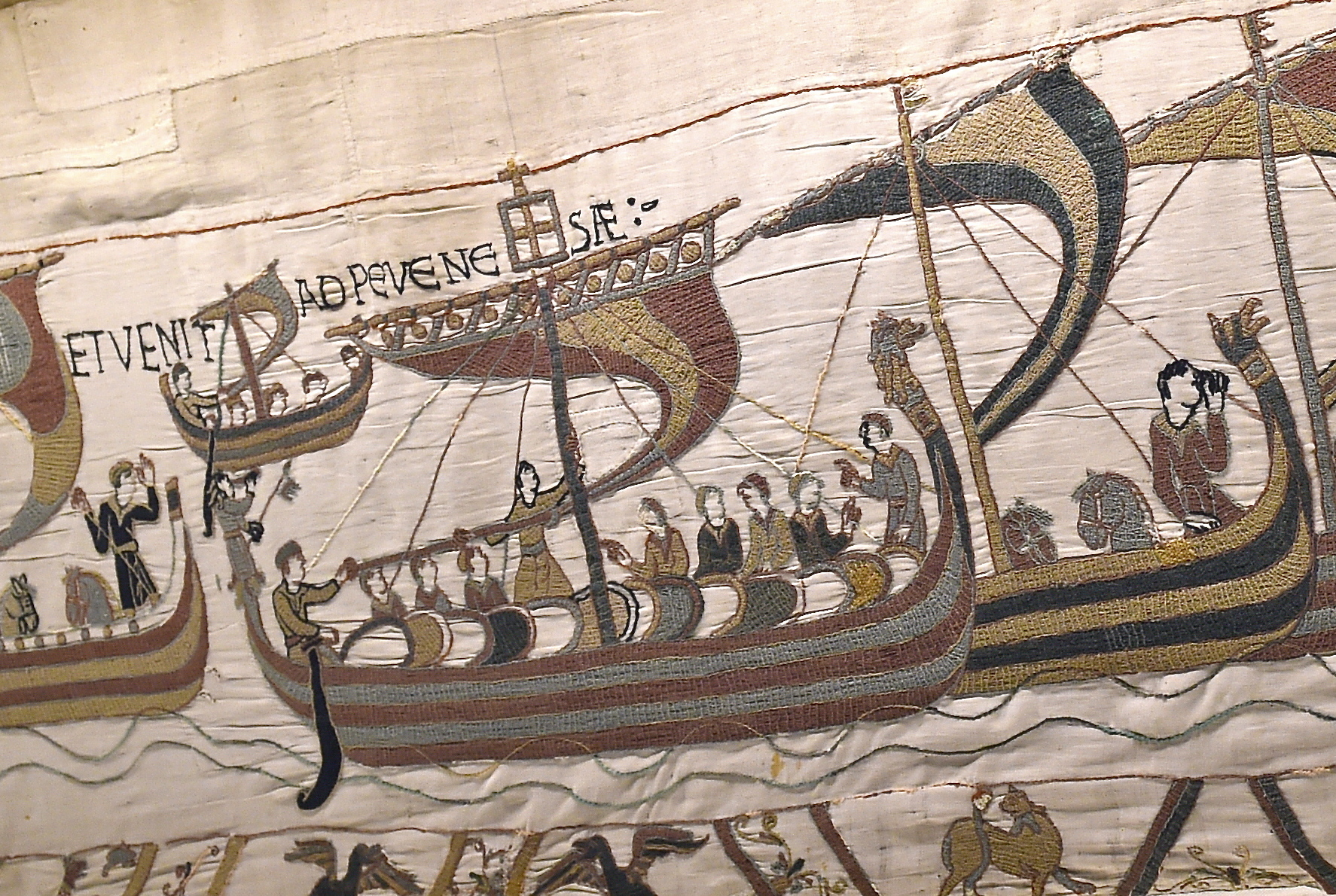
De Mora op het Tapijt van Bayeux

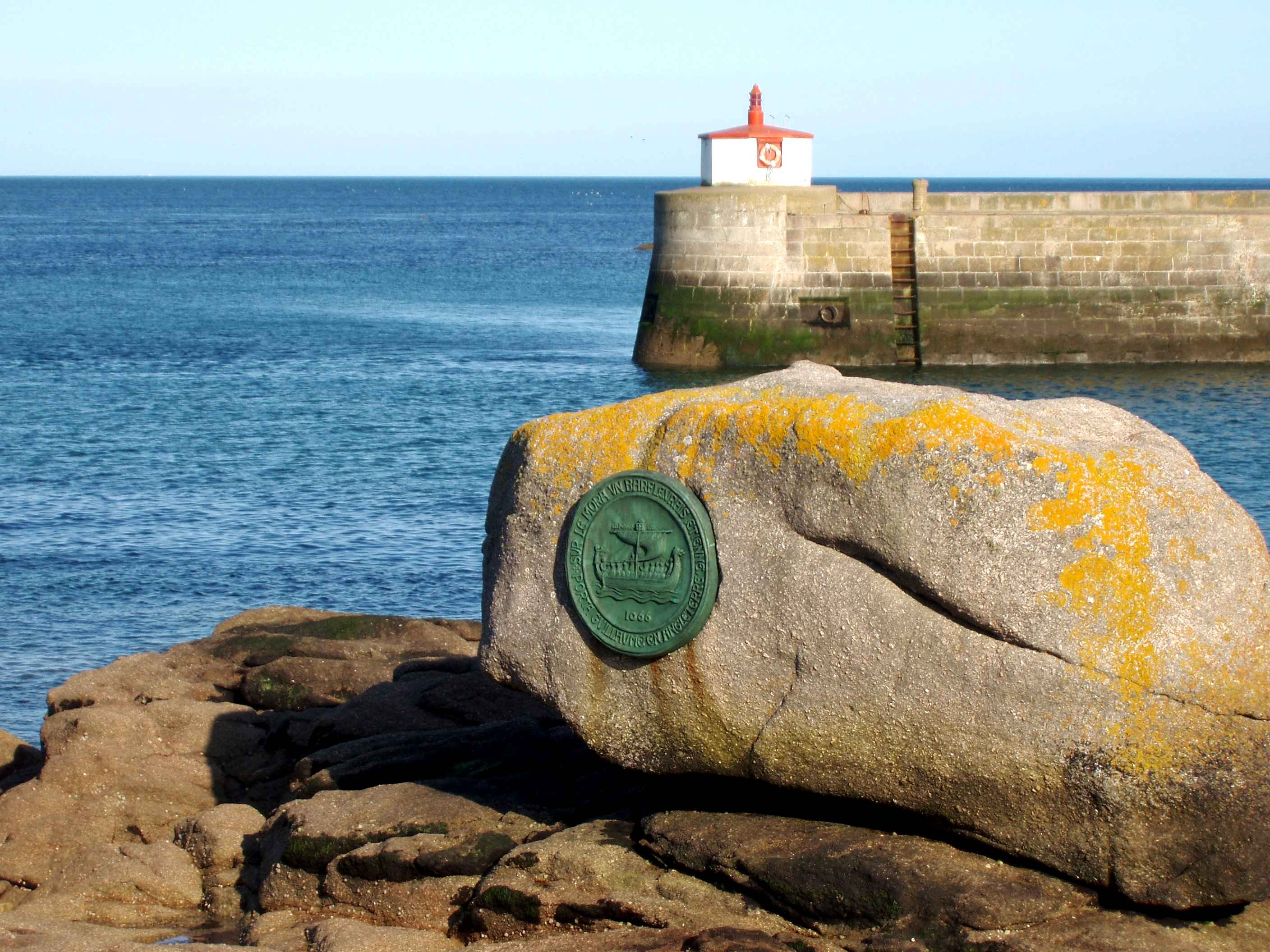
Gedenkteken aan het vertrek van de Mora in Barfleur

De Mora was het vlaggenschip van de vloot waarmee Willem de Veroveraar het Kanaal overstak voor de Normandische verovering van Engeland in 1066. Deze snek, het snelste van zijn vele honderden schepen, was geschonken door zijn vrouw Mathilda van Vlaanderen. De kapitein van de Mora was Airard FitzStephen.

## Bouw
In opdracht van Mathilde werd de Mora gebouwd in Barfleur in de zomer van 1066. Het was een overnaads vaartuig uit de Noorse traditie. Ze verraste er haar echtgenoot mee toen diens vloot zich verzamelde in de baai van de Dives. Willem was in de wolken: hij beloofde haar Kent en maakte de Mora tot zijn vlaggenschip.

## Beschrijving
Het Tapijt van Bayeux toont de Mora als een wat groter schip ("magno navigio") met een vierhoekig zeil in rood-gele strepen, dat tien ridders vervoerde met hun gevolg en uitrusting. De boeg is versierd met een drakenkop, hoewel de geschreven bronnen een leeuwenkop vermelden. Op het achtersteven beeldt het tapijt een kind met gouden haar af, dat met de rechterhand voorwaarts wijst en in de linkerhand een staf met een gonfalon houdt. De Schepenlijst, vermoedelijk een contemporaine bron overgeleverd in een 16e-eeuwse kopie, bevat een beschrijving die hiervan slechts licht afwijkt: het gouden kind richtte de rechter wijsvinger naar voren en bracht met de linkerhand een ivoren hoorn aan de mond. In zijn Roman de Rou situeerde de dichter Wace het kind vooraan, uitgerust met pijl en boog, en sprak hij van een gouden windwijzer in de mast. Het valt niet uit te sluiten dat de beschrijving in de Schepenlijst berustte op de herinnering van iemand die het tapijt had gezien en dat de gonfalon slechts een decoratieve verfraaiing van de borduurders was. In elk geval toont het tapijt ook de pauselijke gonfalon in de mast. Dit banier, een gouden kruis op een wit vierkant met blauwe rand, was volgens Willem van Poitiers gewijd en gezonden door paus Alexander II, die daarmee zijn zegen had gegeven aan Willems invasie.

## Symboliek
De Mora was beladen met symboliek. Over de naam alleen al zijn tientallen theorieën geopperd. Er is gedacht aan een verwijzing naar de Morini en dus naar de Vlaamse afkomst van Mathilda, of aan een anagram van "amor". Een andere mogelijkheid is dat het gaat om de Schikgodin (in het Grieks Moira). Dit zou niet alleen aansluiten bij het belang van de expeditie, maar ook bij de symboliek van het gouden kind, die zou berusten op de vierde ecloge van Vergilius. Daarin wordt de verwachte geboorte van een vorstenkind in verband gebracht met het aanbreken van een gouden tijdperk. Mathilda was vermoedelijk zwanger van een zoon.

## Oversteek naar Pevensey
Op de avond van 27 september 1066, voor zonsondergang volgens Willem van Poitiers, scheepte de invasievloot van hertog Willem in te Barfleur. De Mora voer voorop met een lantaarn op haar mast en een hoorn die werd geblazen. Ondanks deze signalen was de Mora sneller en bevond ze zich bij het aanbreken van de dag midden in het Kanaal zonder andere schepen in zicht. In afwachting van de vloot ontbeten Willem en zijn gezellen met wijn. Toen de schepen in zicht kwamen, voeren ze verder naar Pevensey in Sussex.

## Reconstructie
In 2018 ontstond het project om een replica van de Mora te bouwen in de Normandische havenstad Honfleur. De Association La Mora – Guillaume le Conquérant wil in 2023 beginnen met de werken op een werf die open is voor bezoekers. De tewaterlating is gepland voor 2028.

## Voetnoten
1. ↑  Volgens Wace waren de boten van Willem van het type esquei (skeið)
2. ↑  Vermeld door Ordericus Vitalis: zie Van Houts 1988, p. 172-173
3. ↑  Catalogus suppeditantium naves ad expeditionem Willelmi comitis in Angliam, in Cambridge, Corpus Christi College, ms. 101
4. ↑  Cyril Hart, "The Bayeux Tapestry and the Schools of Illumination at Canterbury", in: Anglo-Norman Studies, 1999, p. 145
5. ↑  Elisabeth van Houts, "Gender, Memories and Prophecies in Medieval Europe", in: Medieval Narrative Sources. A Gateway Into the Medieval Mind, vol. I, 2005, p. 32-33. Gearchiveerd op 31 juli 2025.
6. ↑  Van Houts 2005, p. 30-31
7. ↑  Reconstruction de La Mora de Guillaume le Conquérant à Honfleur, AssoTvLocale, 11 juli 2021. Gearchiveerd op 19 januari 2025.